# Cladocarpus dolichotheca
Cladocarpus dolichotheca is een hydroïdpoliep uit de familie Aglaopheniidae. De poliep komt uit het geslacht Cladocarpus. Cladocarpus dolichotheca werd in 1877 voor het eerst wetenschappelijk beschreven door Allman. 